# Monster (serie televisiva 2022)
Monster è una serie televisiva antologica statunitense ideata da Ryan Murphy e Ian Brennan e trasmessa su Netflix dal 21 settembre 2022.

## Trama

### Prima stagione:Dahmer - Mostro: la storia di Jeffrey Dahmer
Milwaukee, 1991. Jeffrey Dahmer viene arrestato dalla polizia. Gli investigatori scoprono diversi cadaveri smembrati nel suo appartamento, ossa e numerosi resti umani. Alcuni anni prima, nel 1966, il giovane Jeff ha avuto un'infanzia complicata nella sua famiglia. Il matrimonio dei suoi genitori crolla davanti ai suoi occhi e i due finiscono per separarsi pochi anni dopo. Jeffrey si ritrova quindi solo a lottare con le proprie insane pulsioni. Glenda la vicina di appartamento di Jeff nel corso della serie tenterà di denunciare alla polizia i suoi crimini, ma non verrà creduta.

### Seconda stagione:Monsters - La storia di Lyle ed Erik Menendez
I fratelli Lyle ed Erik Menéndez vengono condannati nel 1996 per l'omicidio dei loro genitori, José e Kitty Menéndez. Mentre l'accusa sosteneva che stessero cercando di ereditare la fortuna di famiglia, i fratelli hanno affermato e rimangono irremovibili fino ad oggi, mentre scontano l'ergastolo senza possibilità di libertà vigilata, che le loro azioni derivavano dalla paura di una vita di abusi fisici, emotivi e sessuali.

## Episodi
| Stagione         | Sottotitolo                        | Episodi | Prima TV USA | Prima TV Italia |
| ---------------- | ---------------------------------- | ------- | ------------ | --------------- |
| Prima stagione   | La storia di Jeffrey Dahmer        | 10      | 2022         | 2022            |
| Seconda stagione | La storia di Lyle ed Erik Menendez | 9       | 2024         | 2024            |

## Personaggi e interpreti

### Prima stagione:Dahmer - Mostro: la storia di Jeffrey Dahmer
- Jeffrey Dahmer, interpretato da Evan Peters, doppiato da Emiliano Coltorti.
- Lionel Dahmer, interpretato da Richard Jenkins, doppiato da Stefano De Sando.
- Shari Dahmer, interpretata da Molly Ringwald, doppiata da Mariadele Cinquegrani.
- Catherine Dahmer, interpretata da Michael Learned, doppiata da Lorenza Biella.
- Glenda Cleveland, interpretata da Niecy Nash, doppiata da Rita Baldini.

### Seconda stagione:Monsters-La storia di Lyle ed Erik Menendez
- Lyle Menéndez, interpretato da Nicholas Chavez, doppiato da Manuel Meli.
- Erik Menéndez, interpretato da Cooper Koch, doppiato da Alessandro Campaiola.
- Kitty Menéndez, interpretata da Chloë Sevigny, doppiata da Barbara De Bortoli.
- José Menéndez, interpretato da Javier Bardem, doppiato da Roberto Pedicini.
- Dominick Dunne, interpretato da Nathan Lane, doppiato da Pierluigi Astore.
- Leslie Abramson, interpretata da Ari Graynor, doppiata da Federica De Bortoli.
- Judalon Smyth, interpretata da Leslie Grossman, doppiata da Tiziana Avarista.
- Jerome Oziel, interpretato da Dallas Roberts, doppiato da Massimo De Ambrosis.
- Jill Lansing, interpretata da Jess Weixler, doppiata da Sara Ferranti.

## Produzione
Il 5 ottobre 2020 Ryan Murphy annunciò la creazione di una nuova serie intitolata Monster: The Jeffrey Dahmer Story. La serie sarà diffusa sulla piattaforma Netflix, grazie a un accordo di esclusione firmato tra Ryan Murphy e Netflix nel 2018. Ian Brennan è il produttore della serie. Janet Mock viene incaricata di scrivere la sceneggiatura. Carl Franklin dirige l'episodio pilota della serie. Il 24 marzo 2021 viene annunciato che la miniserie sarà composta da dieci puntate.
Il 5 ottobre 2020 Richard Jenkins si aggiunge alla produzione per interpretare il ruolo di Lionel Herbert Dahmer, il padre di Jeffrey. Il 24 marzo 2021 Evan Peters viene scritturato per la parte di Jeffrey Dahmer, mentre Penelope Ann Miller interpreterà sua madre, Joyce Anette. L'attrice Niecy Nash viene scelta per impersonare Glenda Cleveland, la vicina di casa di Jeffrey Dahmer.
Il 7 novembre 2022 è stato annunciato che la serie sarebbe stata rinnovata per una seconda stagione, incentrata sul caso di Lyle ed Erik Menéndez. Il 29 giugno 2023, è stato riferito che gli attori e modelli Cooper Koch e Nicholas Chavez sono stati scelti rispettivamente per i ruoli dei fratelli Erik e Lyle Menéndez. Il 15 gennaio 2024, è stato inoltre annunciato che Javier Bardem e Chloë Sevigny si erano uniti al cast rispettivamente come José e Kitty. Lo stesso giorno, Nathan Lane è stato scelto per il ruolo di Dominick Dunne. Il 1° febbraio 2024, Ari Graynor si è unita al cast per interpretare l'avvocato difensore dei Menéndez Leslie Abramson, così come Leslie Grossman si è unita quello stesso mese come Judalon Smyth.
Nel settembre 2024 è stata annunciata una terza stagione incentrata su Ed Gein in uscita nel settembre del 2025.
Nel luglio 2025 viene annunciato che la quarta stagione sarà incentrata su Lizzie Borden.

## Distribuzione
La prima stagione è stata distribuita su Netflix il 21 settembre 2022, mentre la seconda è stata resa disponibile sulla piattaforma dal 19 settembre 2024.

## Accoglienza
La prima stagione ha un indice di gradimento del 57% su Rotten Tomatoes, mentre la seconda del 71%.
Il programma ha raggiunto inoltre la prima posizione nella classifica settimanale dei più visti su Netflix.

## Controversie

### Reazione della comunità LGBTQ
Il 23 settembre, Netflix rimosse dalla serie il tag "LGBTQ" dopo le proteste e polemiche scaturite sui social media.

### Reazione dei familiari delle vittime coinvolte contro Netflix
Durante il processo di Dahmer nel 1992, Rita Isbell, sorella di Errol Lindsey, una delle vittime di Dahmer, diede in escandescenze ed inveì verbalmente urlando contro l'imputato in una scena che è stata ampiamente riproposta da allora. Il 22 settembre 2022, un utente di Twitter di nome Eric, cugino di Isbell, scrisse in risposta alla serie: "Non sto dicendo a nessuno cosa guardare, so che i vari generi true crime fanno ascolti enormi [in questo momento], ma se siete davvero curiosi delle vittime, la mia famiglia (gli Isbell) [è] incazzata per questa serie. Si stanno ritraumatizzando ancora e ancora, e per cosa? Di quanti film/serie/documentari abbiamo bisogno ancora?". Egli aggiunse: "I miei cugini si svegliano ogni pochi mesi con un sacco di chiamate e messaggi e sanno che c'è un’altra serie su Dahmer. È crudele."
Il 26 settembre 2022, Insider pubblicò un resoconto di un'intervista a Rita Isbell, che condivise come si sia sentita infastidita guardando la scena rievocata della sua esplosione di rabbia alla lettura della sentenza di Dahmer nel 1992. «Sembrava di rivivere tutto da capo. Mi ha riportato tutte le emozioni che stavo provando allora», dichiarò Isbell. «Ma non ho fame di soldi, ed è di questo che parla questo show, Netflix che cerca di guadagnarci su», disse.

### Reazione di eBay
Successivamente alla messa in onda della serie sulla piattaforma Netflix, il sito di vendita e aste online eBay ha vietato la vendita sul proprio sito di costumi di Halloween ispirati alla serie Dahmer per "violazione della politica sulla violenza e sui criminali violenti".